# Boeing Cargo Air Vehicle
Das Boeing Cargo Air Vehicle ist ein unbemanntes, selbststeuerndes, elektrisch angetriebenes Frachtluftfahrzeug (CAV), das senkrecht starten und landen kann. Es wurde durch eine Investition von Boeing HorizonX Ventures ermöglicht.

## Entwicklung
Zu Beginn wurde der Prototyp ferngesteuert, dann jedoch auf autonomen Flug umgestellt. Erste Flugversuche gab es im Jahr 2017. Das CAV dient der Erforschung der Selbststeuerung für Luft- und Raumfahrtfahrzeuge der Zukunft. Weitere Flugtests fanden in Boeings Ridley-Park-Windkanal statt. 2018 wurde noch in Innenräumen geflogen. Der Erstflug im Freien war Anfang Mai 2019. Mit dem Boeing CAV gibt es neue Möglichkeiten, eilige und hochwertige Güter zu transportieren, ebenso wie autonome Missionen in entlegenen oder gefährlichen Umgebungen durchzuführen.

## Technische Daten
| Kenngröße       | CAV                                                                    |
| --------------- | ---------------------------------------------------------------------- |
| Länge           | 5,33 m                                                                 |
| Breite          | 6,1 m                                                                  |
| Höhe            | 1,52 m                                                                 |
| max. Startmasse | 499 kg                                                                 |
| Leermasse       | 575 kg                                                                 |
| Nutzlast        | 227 kg                                                                 |
| Triebwerke      | 12 Elektromotoren mit 12 Propellern (gegenläufig) mit vertikaler Achse |